# Nathan Jawai
Nathan Leon "Nate" Jawai  (Sydney,NSW, 10 de outubro de 1986) é um basquetebolista profissional australiano que atua pelo Cairns Taipans na NBL.

## Estatísticas

### Temporada regular
| Ano     | Equipe    | PJ | PT | MPP  | %TC  | %3P  | %TL  | RPP | APP | ROB | TPP | PPP |
| ------- | --------- | -- | -- | ---- | ---- | ---- | ---- | --- | --- | --- | --- | --- |
| 2008–09 | Toronto   | 6  | 0  | 3.2  | .250 | .000 | .000 | .3  | .0  | .0  | .0  | .3  |
| 2009–10 | Minnesota | 39 | 2  | 10.6 | .441 | .000 | .684 | 2.7 | .6  | .3  | .2  | 3.2 |
| Total   |           | 45 | 2  | 9.6  | .435 | .000 | .684 | 2.4 | .5  | .2  | .2  | 2.8 |